# Argumento (matemática)

Um número complexo pode ser visualmente representado como um ponto localizado no plano complexo. O valor do ângulo é o argumento do número complexo.

Na matemática, argumento, abreviado como arg, de um número complexo z é o ângulo compreendido entre o eixo real positivo no plano complexo e a reta que une z com a origem deste plano.

## Definição
O argumento é definido em dois caminhos equivalentes:
- Geometricamente, na relação do plano complexo, arg z é o ângulo φ no eixo dos reais positivos representado pelo vetor z. O valor numérico é dado pelo ângulo em radianos e é positivo se medido no sentido anti-horário.
- Algebricamente, um argumento de um número complexo z = x + iy é qualquer valor real {\displaystyle \phi } tal que

{\displaystyle z=x+iy=r\cos \phi +ir\sin \phi \ }
para algum real positivo r. A unidade r é o módulo de z, escrito como
{\displaystyle r=|z|={\sqrt {x^{2}+y^{2}}}\ .}
Os termos amplitude ou fase são usados, às vezes, para representar essa igualdade.
Sob ambas as definições, pode ser observado que o argumento de qualquer número complexo diferente de zero tem muitos valores possíveis: primeiramente, como um ângulo geométrico, é evidente que todas as rotações do círculo não alteram o ponto, de modo que ângulos diferentes por um número inteiro múltiplo de 2π radianos (um círculo completo) são os mesmos. Da mesma forma, a partir da periodicidade do seno e cosseno, a segunda definição também tem essa propriedade.

## Notação
A notação para o argumento não é universal. Todavia, é comum denotá-lo como {\displaystyle \operatorname {arg} (z)}.

## Formas de cálculo
O argumento de um número complexo {\displaystyle z\,\!} pode ser obtido de diversas maneiras, dentre as quais:
- Dado {\displaystyle z=a+bi\,\!} (forma retangular), podemos obter {\displaystyle \operatorname {arg} (z)=\arctan \left({\frac {b}{a}}\right)};
- dado {\displaystyle z=r(\cos \theta +i\sin \theta )=re^{i\theta }\,\!} (forma polar e forma exponencial), temos {\displaystyle \operatorname {arg} (z)=\theta }.
- dado {\displaystyle z=a+bi\!} e sabendo que {\displaystyle {cos\theta }={\frac {a}{|z|}}} e {\displaystyle {sen\theta }={\frac {b}{|z|}}}, onde {\displaystyle |z|\!} é distância entre {\displaystyle O\!} e o ponto {\displaystyle Z\!}; buscamos os valores de sen e cos e assim acharemos na tabela trigonométrica qual ângulo possui esses valores para seno e cosseno.